# (2625) Jack London
(2625) Jack London es un asteroide perteneciente al cinturón de asteroides, descubierto el 2 de mayo de 1976 por Nikolái Stepánovich Chernyj desde el Observatorio Astrofísico de Crimea (República de Crimea).

## Designación y nombre
Designado provisionalmente como 1976 JQ2. Fue nombrado Jack London en honor al escritor estadounidense Jack London.